# LightPDF
LightPDFは、ウェブベースのクラウドPDFソフトウェアである。PDFドキュメントの編集、変換などを行う機能を提供している。
PDFとパワーポイント/Excel/Word/JPG/PNGの相互変換、PDFファイルの編集・圧縮 ・結合などを行えるオンラインアプリケーションである。OCRとSpeech To Text（音声テキスト変換）機能も搭載されている。クラウド上にアップロードしたPDFファイルは他人に共有したり、リアルタイムで共同編集したりすることが可能です。オンラインツールはWindows・Mac OS・Android・iOSで利用可能、一方デスクトップ版はWindowsのみ対応で、スマホ版はAndroid・iOS両方対応です。

## 機能
- PDFの閲覧
- PDFの変換（PDFとパワーポイント/エクセル/Word/JPG/PNGの相互変換＆PDFからTXTへの変換）
- PDFの編集・共同編集
- PDFに注釈を追加
- PDFの圧縮 ・結合・分割・回転
- PDFに署名・透かしを追加
- PDFのパスワード設定と解除
- PDFの共有
- OCR